# GMA News TV
Pour les articles homonymes, voir GMA.
GMA News TV était une chaîne de télévision d'information philippine appartenant à GMA Network, Inc. La version internationale de la chaîne a été lancée en juillet 2011 sous le nom de GMA News TV International. La chaîne a été fermée en version locale le 21 février 2021, elle a été remplacée par GTV.